# مواقف المنظمات الطبية من السجائر الإلكترونية
يهتم المجتمع العلمي في الولايات المتحدة وأوروبا بشكل أساسي بالتأثير المحتمل لاستخدام السجائر الإلكترونية على الصحة العامة. يقلق خبراء الصحة العامة من إعادة تطبيع التدخين بعد انتشار استخدام السجائر الإلكترونية، مما سيؤدي إلى ضعف تدابير مكافحة التبغ، وتشكيل ذلك لبوابة للتدخين بين الشباب. ينقسم مجتمع الصحة العامة حول دعم السجائر الإلكترونية، لأن سلامتها وفعاليتها في الإقلاع عن التدخين غير واضحة. يقر الكثير في مجتمع الصحة العامة بدورها في الإقلاع عن التدخين وتقليل الأضرار الممكنة، ولكن ما يزال هناك قلق بشأن سلامتها على المدى الطويل وإمكانية إدمان حقبة جديدة من المستخدمين على النيكوتين بالتالي التبغ. هناك قلق بين الأكاديميين والمدافعين عن مكافحة التبغ من أن التدخين الإلكتروني، أو ما يُعرف بالفايبينغ Vaping العالمي السائد «سوف يجلب مخاطر صحية نوعية ولكنها غير معروفة حتى الآن بنفس الطريقة التي فعل تدخين التبغ، نتيجة التعرض المزمن»، من بين أمور أخرى.
تختلف المنظمات الطبية في وجهات نظرها حول الآثار الصحية للتدخين الإلكتروني. هناك اتفاق عام على أن السجائر الإلكترونية تعرض المستخدمين لمواد سامة أقل من سجائر التبغ. لقد ترددت بعض مجموعات الرعاية الصحية وصانعي السياسات في التوصية بالسجائر الإلكترونية التي تحتوي على النيكوتين للإقلاع عن التدخين، على الرغم من وجود بعض الأدلة على فعاليتها (عندما مقارنة بالعلاج ببدائل النيكوتين أو السجائر الإلكترونية بدون النيكوتين) وسلامتها. دعا البعض إلى حظر مبيعات السجائر الإلكترونية واقترح البعض الآخر إمكانية تنظيم السجائر الإلكترونية كمنتجات تبغ ولكن مع نسبة أقل من النيكوتين أو تنظيمها كمنتج طبي. وجد تقرير لمنظمة الصحة العالمية (WHO) لعام 2016 أن الأدلة العلمية على فعالية التدخين الالكتروني للإقلاع عن التدخين «ضئيلة وضعيفة اليقين». شجعت منظمات الرعاية الصحية في المملكة المتحدة في عام 2015 المدخنين على تجربة السجائر الإلكترونية لمساعدتهم على الإقلاع عن التدخين، وشجعت مستخدمي السجائر الإلكترونية على الإقلاع عن تدخين التبغ تمامًا. في عام 2016، صرحت إدارة الغذاء والدواء الأمريكية (FDA) أنه «على الرغم من أن أنظمة إيصال النيكوتين الإلكترونية (ENDS) قد توفر فوائد الإقلاع للمدخنين، لم يُوافَق على أنظمة المساعدة الإلكترونية كأدوات مساعدة فعالة للإقلاع عن التدخين». صرحت جمعية الجهاز التنفسي أن «التأثيرات طويلة المدى لاستخدام السجائر الإلكترونية غير معروفة، وبالتالي لا يوجد دليل على أنها أكثر أمانًا من التبغ على المدى الطويل». صرحت مراكز السيطرة على الأمراض والوقاية منها في 6 سبتمبر 2019 أنه يجب على الأشخاص التفكير في عدم استخدام منتجات التدخين الالكتروني.

## دوليًا
في أغسطس 2016، بحسب تقرير أصدرته منظمة الصحة العالمية (WHO) في اتفاقية منظمة الصحة العالمية الإطارية بشأن مكافحة التبغ أنه «لا توجد أبحاث كافية لتحديد المخاطر النسبية للتدخين الالكتروني مقارنة بالمنتجات القابلة للاحتراق (التدخين العادي)؛ لذلك، لا يمكن إعطاء أي مصداقية علمية في هذا الوقت لأي رقم محدد حول مدى «أمان» استخدام هذه المنتجات مقارنةً بالتدخين». يمكن للسجائر الإلكترونية أن تساعد الناس على الإقلاع عن التدخين، ويوجد توصيات مختلفة لإطار تنظيمي مناسب لهم. يجب تشجيع المدخنين على استخدام الأساليب المعتمدة للمساعدة في الإقلاع عن التدخين، لكن يبين التقرير نفسه أيضًا أن الخبراء يشيرون إلى أن السجائر الإلكترونية قد يكون لها دور في مساعدة بعض المدخنين الذين فشلوا في الإقلاع عن التدخين باستخدام وسائل أخرى. وذكر التقرير أن «المدخنين سيحصلون على أقصى فائدة صحية إذا أقلعوا تمامًا عن استخدام التبغ والنيكوتين».
في أغسطس 2014، أصدر منتدى الجمعيات التنفسية الدولية، الذي يمثل العديد من الجمعيات الطبية المرتبطة بالرئة في الولايات المتحدة وأمريكا اللاتينية وأفريقيا وأوروبا وآسيا، بيانًا قالوا فيه إن السجائر الإلكترونية لم يُثبت أنها آمنة وذات فوائد هامة كأداة للإقلاع عن التدخين أو في الحد من الضرر، وأوصوا بحظر استخدامها، أو تنظيمها كأدوية أو منتجات تبغ إذا لم تُحظر، حتى تُجرى الدراسات المناسبة. في مايو 2018، أصدر منتدى جمعيات الجهاز التنفسي الدولية بيانًا جاء فيه أن «أجهزة التدخين الالكتروني هي أجهزة تنقل رذاذ النيكوتين والمواد الكيميائية المتطايرة الأخرى إلى الرئة. وقد تصاعد استخدامها بسرعة بين الشباب وأصبحت الآن أكثر منتجات التبغ استخدامًا بين المراهقين. يرتبط الشروع في استخدام السجائر الإلكترونية ارتباطًا وثيقًا بالبدء اللاحق في استخدام منتجات التبغ القابل للاحتراق بين المراهقين».
في يناير 2014، أصدر الاتحاد الدولي لمكافحة السل وأمراض الرئة بيانًا أكد فيه أن فوائد السجائر الإلكترونية وسلامتها لم تُثبت علميًا. سلط البيان الضوء على المخاوف المتعلقة بـ «إعادة تطبيع» سلوك التدخين وتعرض الأطراف الثالثة للانبعاثات الخطيرة المحتملة من السجائر الإلكترونية، ودعم بشدة تنظيم السجائر الإلكترونية.
أشادت مؤسسة الرئة العالمية (المعروفة الآن باسم الاستراتيجيات الحيوية) بتوصية تقرير منظمة الصحة العالمية لعام 2014 لتشديد الرقابة على السجائر الإلكترونية؛ بسبب المخاوف بشأن سلامة السجائر الإلكترونية واحتمال زيادة النيكوتين أو إدمان التبغ بين الشباب.
في أكتوبر 2012، أصدرت الجمعية الطبية العالمية بيانًا جاء فيه: «نظرًا لعدم وجود دراسات كيميائية وحيوانية صارمة، فضلًا عن التجارب السريرية على السجائر الإلكترونية المتاحة تجاريًا، لا قيمة للتدخين الالكتروني كأدوات مساعدة علاجية للإقلاع عن التدخين. عدم وجود اختبار للمنتج لا يسمح باستنتاج أن السجائر الإلكترونية لا تنتج أي منتجات ضارة حتى لو كانت تنتج مواد ذات خطورة أقل من السجائر التقليدية».

## أستراليا
صرحت إدارة السلع العلاجية (TGA) في أستراليا أن «جودة وسلامة السجائر الإلكترونية غير معروفين»؛ بسبب نقص الدراسات، على عكس العلاجات التقليدية ببدائل النيكوتين، وتكلمت عن المخاطر المحتملة المرتبطة بشراء أو استخدام السجائر الإلكترونية. وذكرت أيضًا أن «الحكومة الأسترالية قلقة بشأن استخدام السجائر الإلكترونية في أستراليا. إن تأثير الاستخدام واسع النطاق لهذه الأجهزة على استخدام التبغ غير معروف، والنتيجة في المجتمع يمكن أن تكون ضارة».
ينص دليل الممارسة لعام 2014 الصادر عن NPS MedicineWise، على أنه «في حين أن استخدام السجائر الإلكترونية قد يكون أكثر أمانًا من تدخين التبغ، لكن هناك أدلة محدودة حتى الآن لدعم فعاليتها كأدوات مساعدة في الإقلاع عن التدخين. يوصي هذا الدليل الإرشادي الأطباء بتوجيه المرضى بعيدًا عن السجائر الإلكترونية إلى طرق «أكثر رسوخًا» للإقلاع عن التدخين حتى يتأكدوا من سلامتها وفعاليتها.
أصدر مجلس السرطان الأسترالي ومؤسسة القلب بيان موقف مشترك جاء فيه أن «الأدلة المحدودة المتاحة تشير إلى أن استخدام السجائر الإلكترونية على نطاق واسع يمكن أن يفسد عقودًا من أعمال السياسة العامة في أستراليا والتي قللت من جاذبية استخدام السجائر لدى الأطفال» و«الآثار الصحية قصيرة وطويلة المدى لاستخدام السجائر الإلكترونية ما تزال غير معروفة» لكل من السجائر الإلكترونية النيكوتينية وغير النيكوتينية.
بعد 7 حالات وفاة أبلغ عنها في الولايات المتحدة، وكانت مرتبطة بمرض الرئة الناجم عن التدخين الإلكتروني، صرحت الجمعية الطبية الأسترالية في 18 سبتمبر 2019 أنها تتبع نهجًا احترازيًا لاستخدام منتجات السجائر الإلكترونية.
في يناير 2020، حدّثت الكلية الملكية الأسترالية للممارسين العامين نصائحها بشأن الإقلاع عن التدخين، وذكرت أنه «بالنسبة للأشخاص الذين حاولوا الإقلاع عن التدخين باستخدام العلاجات الدوائية المعتمدة ولكنهم فشلوا، ولكنهم ما زالوا متحمسين للإقلاع عن التدخين ويناقشون ممارسي الرعاية الصحية الخاصين بهم بفكرة استخدام السجائر الإلكترونية، قد تكون السجائر الإلكترونية المحتوية على النيكوتين تدخلًا معقولًا يوصى به».